# Alle meine Frauen (Fernsehserie)

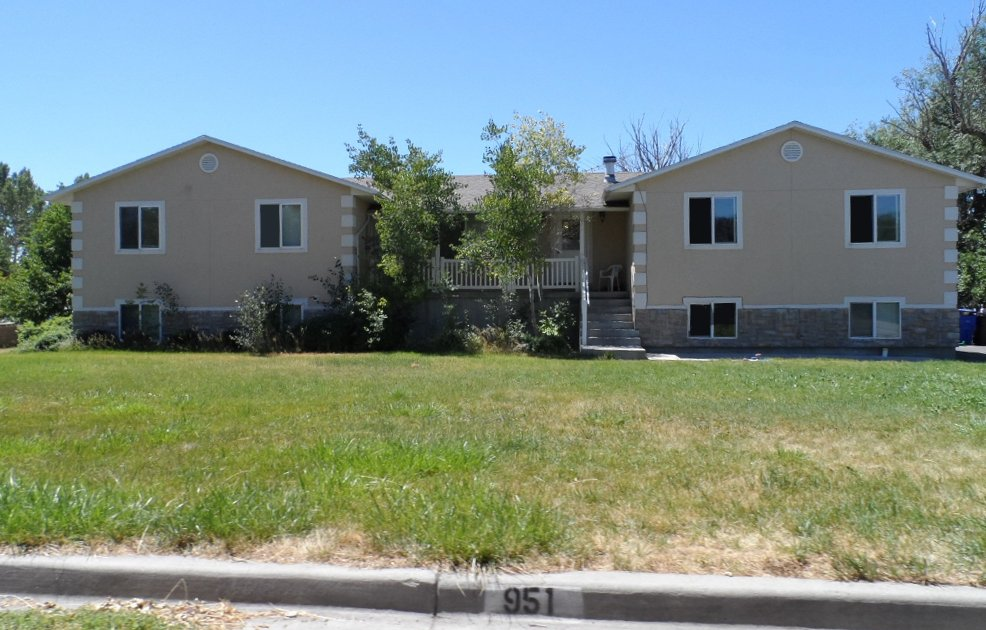
Der Drehort in Lehi

Alle meine Frauen (Originaltitel: Sister Wives) ist eine US-amerikanische Reality-TV-Serie des Senders TLC, die seit 2010 in 10 Staffeln ausgestrahlt wird. Sie dokumentiert das Leben der polygamen Familie des Kody Brown, seiner vier Ehefrauen und ihrer 18 Kinder. Zu Beginn der Serie lebte die Familie in Lehi im Bundesstaat Utah, zog jedoch nach Las Vegas, Nevada und 2018 nach Flagstaff in Arizona um.

## Handlung

### Staffel 1
Die ohne Drehbuch entstandene Serie gibt einen ausführlichen Einblick in den Alltag des damals 43-jährigen Anzeigenverkäufers Kody Brown, seinen Frauen Meri (39), Janelle (40) und Christine (37) sowie ihren 12 Kindern, von denen 7 Töchter sind. Das Haus der Familie hat drei miteinander durch Türen verbundene Wohnungen. Kody umwirbt seine zukünftige vierte Frau Robyn Sullivan (31), die bereits zwei Töchter und einen Sohn hat und Familie Brown nach 16 Jahren erweitert. Alle Frauen außer Janelle waren in polygamen Familien aufgewachsen. Die neue Beziehung schafft Unsicherheit und Eifersucht unter den anderen drei Frauen, die sie aber letztlich akzeptieren und Robyn in die Familie aufnehmen. In der vierten Episode der Staffel bringt Christine ihr sechstes Kind Truely zur Welt, was die Familie auf 16 Kinder vergrößert. Kody und Meri verbringen ihren 20. Hochzeitstag zu zweit in Mexiko und reden über ihre Situation. Kodys Vorschlag einer in-vitro-Fertilisation lehnt Meri ab, da sie nur natürliche Empfängnis wünscht. In den Hochzeitsvorbereitungen treten mit Christine eifersuchtsbedingte Spannungen auf. Die Staffel endet mit der Hochzeit von Kody und Robyn. Meri, Janelle und Christine nehmen sie als vierte Frau in der Familie auf und überreichen ihr einen Claddagh-Ring.

### Staffel 2
Die zweite Staffel beginnt mit dem Auftritt der Browns in New York, um im nationalen Fernsehen zum ersten Mal offen als Polygamisten in Erscheinung zu treten, während zu Hause die Kinder ihren ersten Tag der öffentlichen Schule wahrnehmen. Auf die Frage, wie denn die Ehe intim ablaufe, antwortet Christine „We have a schedule“. (Wir haben einen Zeitplan). In den kommenden Folgen besuchen die Browns verschiedene Freunde und Verwandte und erkennen, wie sich ihre Beziehungen mit diesen Leuten geändert haben, seit sie offen mit ihrer Polygamie umgehen. Kodys Eltern (ebenfalls Polygamisten), Kodys High-School-Freund und verschiedene monogame Paare lernen nun Kodys weitere Ehefrauen kennen. Folge 4 zeigt Kody und Janelles Camping-Ausflug anlässlich ihres sich jährenden Hochzeitstages, Vorbereitung und Teilnahme an Halloween. Weihnachten feiern die Browns in einer verschneiten Berghütte. In dieser Staffel wird Meris persönlicher Kampf mit ihrem Krebsrisiko und dem Verlust ihrer Schwester gezeigt. In Folge 5 nehmen Kody, Christine und ihre Kinder eine Reise nach Las Vegas auf sich, die, wie wir später erfahren, den Beginn des anschließenden Umzug der Browns nach Las Vegas darstellt. Die folgenden Episoden zeigen die Suche der Browns nach einem geeigneten Haus in Las Vegas. Sie erzählen den Kindern, dass sie umziehen werden. Robyn verkündet, dass sie ihr erstes Kind von Kody erwartet.
Zum Auftakt nach der Sommerpause verkündet Robyn das Geschlecht ihres ungeborenen Kindes. Auf Grund möglicher Ermittlungen gegen Kody Brown ist die Familie bereits beim Anblick der Polizei verängstigt. Viel dreht sich um Robyns Schwangerschaft und darum, in Las Vegas Fuß zu fassen. Schließlich kommt die Familie verteilt auf vier Häuser unter. Auf dem Weg erleiden die Browns mit ihren in der Hektik nicht vorbereiteten Autos mehrere Pannen. Der abrupte Umzug schlägt sich bei den älteren Kindern im Verhalten nieder. Die Browns suchen nach einem neuen Erwerb, an dem sich alle fünf Erwachsenen beteiligen können. Sie ebnen ihren älteren Kinder den Weg ins College, und für Meri ergeben sich Chancen, wieder auf natürlichem Wege schwanger zu werden. Am 27. Oktober 2011 wird Robyns Sohn Solomon geboren. Über die Ermittlungen in Utah gegen die Browns wird nichts Weiteres berichtet.

### Staffel 3
Am 4. März 2012 twitterte Robyn Sullivan Brown, dass die neue Staffel von Sister Wives irgendwann in diesem Frühjahr starten würde; dies sei jedoch noch nicht ganz sicher. Die erste Bestätigung vom Sender TLC erfolgte über dessen Facebook-Seite: Der Staffelbeginn wurde für den 13. Mai 2012 angekündigt und fand auch statt.
Die Familie Brown verbringt ihr erstes Weihnachtsfest in Vegas verteilt auf vier Mietwohnungen, schlagen ihren Weihnachtsbaum selbst und sind verzweifelt auf der Suche nach einem Haus für die ganze Familie. Um jede seiner vier Frauen glücklich zu stimmen, unternimmt Kody mit jeder etwas Romantisches bis Fantastisches wie Skifahren und Paintball-Schießen.
In den Vorbereitungen zu Kodys Geburtstag versucht Christine alle Probleme, die sie hat, seit Robyn in der Familie ist, versöhnlich zu lösen. Es folgt Robyns Reaktion auf dieses „brutal ehrliche“ Gespräch.
Die vierte Episode steht unter dem Motto „Ihr fragt, die Browns antworten“. Nichts über die jeweiligen Vorlieben für jede seiner Frauen hält Kody zurück. Zur Antwort auf einige Fragen schickt Kody die Kinder ins Zimmer nebenan. Nisten und Unfruchtbarkeit: Während der Suche nach individuellen Hypotheken für vier angrenzende Wohnungen plant Janelle ein Fitnessstudio zu eröffnen. Meri erzählt Genaueres über ihre Probleme mit der Unfruchtbarkeit.

## Ausstrahlung
Die sieben einstündigen Folgen der ersten Staffel wurden vom 26. September bis 17. Oktober 2010 auf TLC ausgestrahlt und erhielten laut Nielsen Media Research hohe Einschaltquoten. Die erste Folge erreichte 2,26 Millionen Zuschauer, die letzte 2,74. Die 23 halbstündigen Folgen der zweiten Staffel liefen erstmals mit einer dreimonatigen Sommerpause vom 13. März 2011 bis 27. November 2011.
In Deutschland ist die Serie seit Juni 2014 auf TLC Deutschland zu sehen.

## Hintergrund
Brown und seine Frauen gaben an, sich an der Show zu beteiligen, um in der Öffentlichkeit das Bewusstsein über polygame Familien zu stärken und gesellschaftlichen Vorurteilen entgegenzuwirken. Brown bezeichnet seine polygame Existenz als legal, denn er ist offiziell nur mit einer Frau verheiratet, und die anderen Ehen sind spirituelle Gemeinschaften. Dennoch war die Serie der Auslöser, die Familie Brown zum Objekt möglicher Strafverfolgung zu machen. Aus diesem Grund zog die Familie in den anderen Bundesstaat. Seit dem 9. April 2011 gehört die Familie Brown der Kirche der Apostolic United Brethren (AUB) an. Vor der Serie hielten sie ihren „Lebensstil“ als ein „Quasi-Secret“ (= offenes Geheimnis). So bezeichneten sie beispielsweise im Anmeldeformular der Schule ihrer Kinder, als weitere Kontaktperson für Notfälle, eine jeweilige nichtleibliche Mutter, als Nachbarin, Schwägerin, sehr nahe Freundin oder etwas dieser Art.